# Veliko Krčmare
Veliko Krčmare (em cirílico: Велико Крчмаре) é uma vila da Sérvia localizada no município de Rača, pertencente ao distrito de Šumadija, na região de Šumadija. A sua população era de 734 habitantes segundo o censo de 2011.

## Demografia
| 1948 | 1953 | 1961 | 1971 | 1981 | 1991 | 2002 | 2011 |
| ---- | ---- | ---- | ---- | ---- | ---- | ---- | ---- |
| 1210 | 1194 | 1169 | 1123 | 1077 | 993  | 830  | 734  |